# Martina Velarde
Martina Velarde Gómez (Rota, Cádiz; 14 de abril de 1979) es una abogada y política española, secretaria general de Podemos Andalucía. Es diputada en la XV legislatura de las Cortes Generales por Granada.

## Biografía
Es licenciada en Derecho por la Universidad de Granada, experta y máster en Prácticas Jurídicas, CAP en formación y orientación laboral. Está formada como abogada y profesora. En 2010 se traslada a vivir desde Granada a Córdoba, donde reside. 
En 2019 encabeza las listas de Unidas Podemos en Córdoba, siendo elegida en las elecciones generales de abril de 2019, y de nuevo en las de noviembre del mismo año. 
Debido a la segregación de Anticapitalistas del bloque de Adelante Andalucía (que formaban Unidas Podemos y Anticapitalistas) en 2020, la secretaria general Teresa Rodríguez abandona el puesto. Podemos Andalucía elige entonces a Velarde en asamblea con el 72,8 % de los votos.
El 30 de mayo de 2024 fue noticia por ausentarse en la votación sobre la Ley de Amnistía, por tener que cuidar a su hermano enfermo.